# Czelin
Czelin, německy Zellin, je vesnice ve gmině Mieszkowice v okrese Gryfino v Západopomořanském vojvodství v západním Polsku. Leží také na pravém břehu veletoku Odra na německo-polské státní hranici v krajinném parku Cedyński Park Krajobrazovy a na rozhraní mezoregionů Równina Gorzowska a Kotlina Freienwaldzka.

## Historie a popis
První osídlení je doloženo již v období neolitu a pozdějších obdobích, což je doloženo četnými archeologickými nálezy. Vesnice se nacházela na území Nové marky (Neumark, Nowa Marchia) již kolem roku 1250 a před rokem 1317 získala městská práva. V obci se nachází kostel původně ze 13. století (Kościół pw. Matki Bożej Częstochowskiej), který byl přestavěný v roce 1827 a který je společně s hřbitovem památkově chráněn. Během třicetileté války a druhé světové války byl Czelin těžce poškozen. Ve vesnici převažuje soudobá zástavba různých architektonických forem. V roce 2021 zde trvale žilo 357 obyvatel.

## Další zajímavosti
- Dálková cyklistická trasa Szlak Zielona Odra

- Obelisk Upamiętniający Wkopanie I Polskiego Słupa Granicznego – Obelisk připomínající postavení prvního polského hraničního sloupu v poválečném socialistickém Polsku.[2]
- Pomnik Pierwszego Słupa Granicznego – Památník prvního postaveného hraničního sloupu v poválečném socialistickém Polsku.[2]
- Sobí a dančí farma.[2][3]

## Galerie

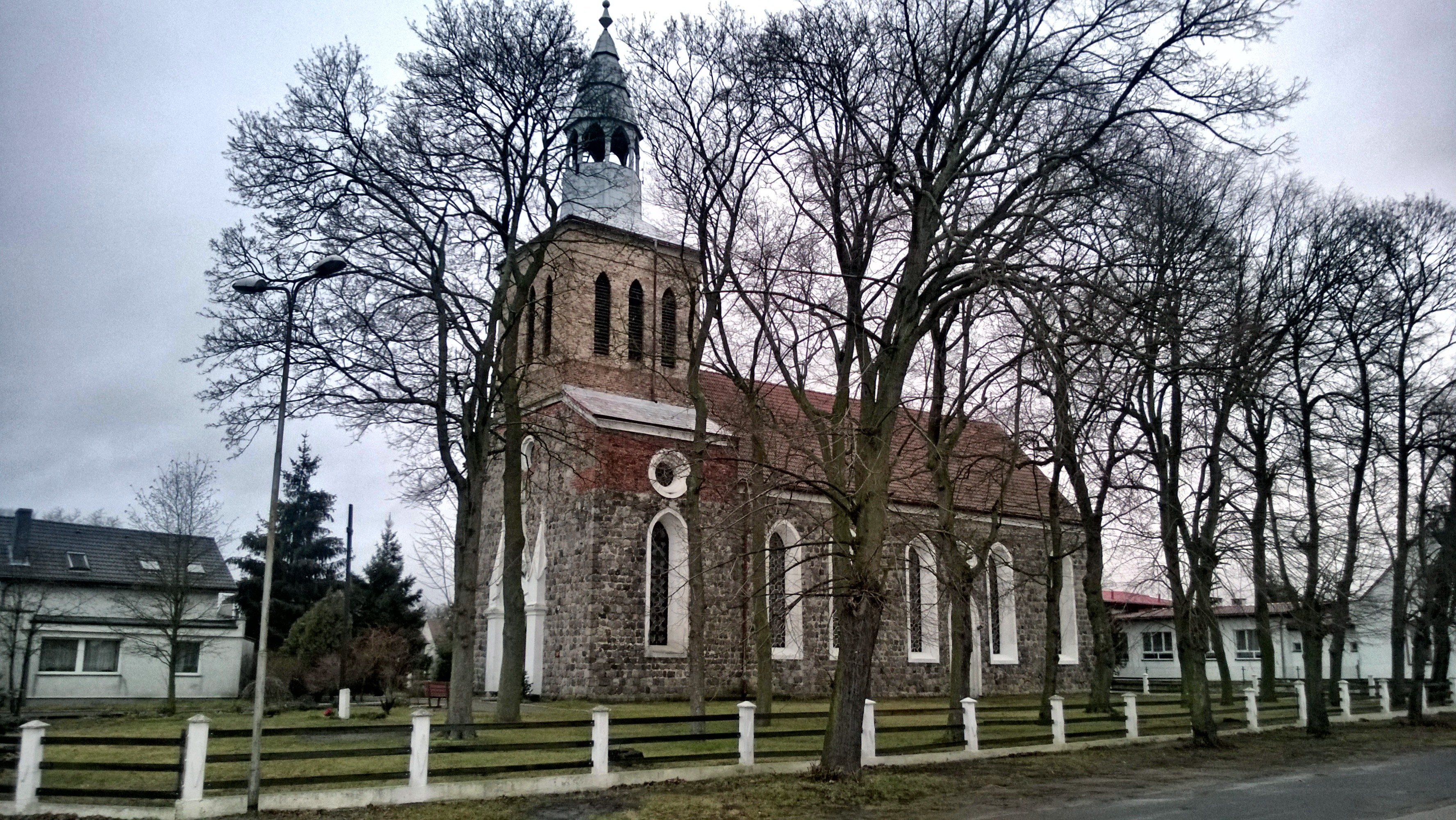
Kościół pw. Matki Bożej Częstochowskiej
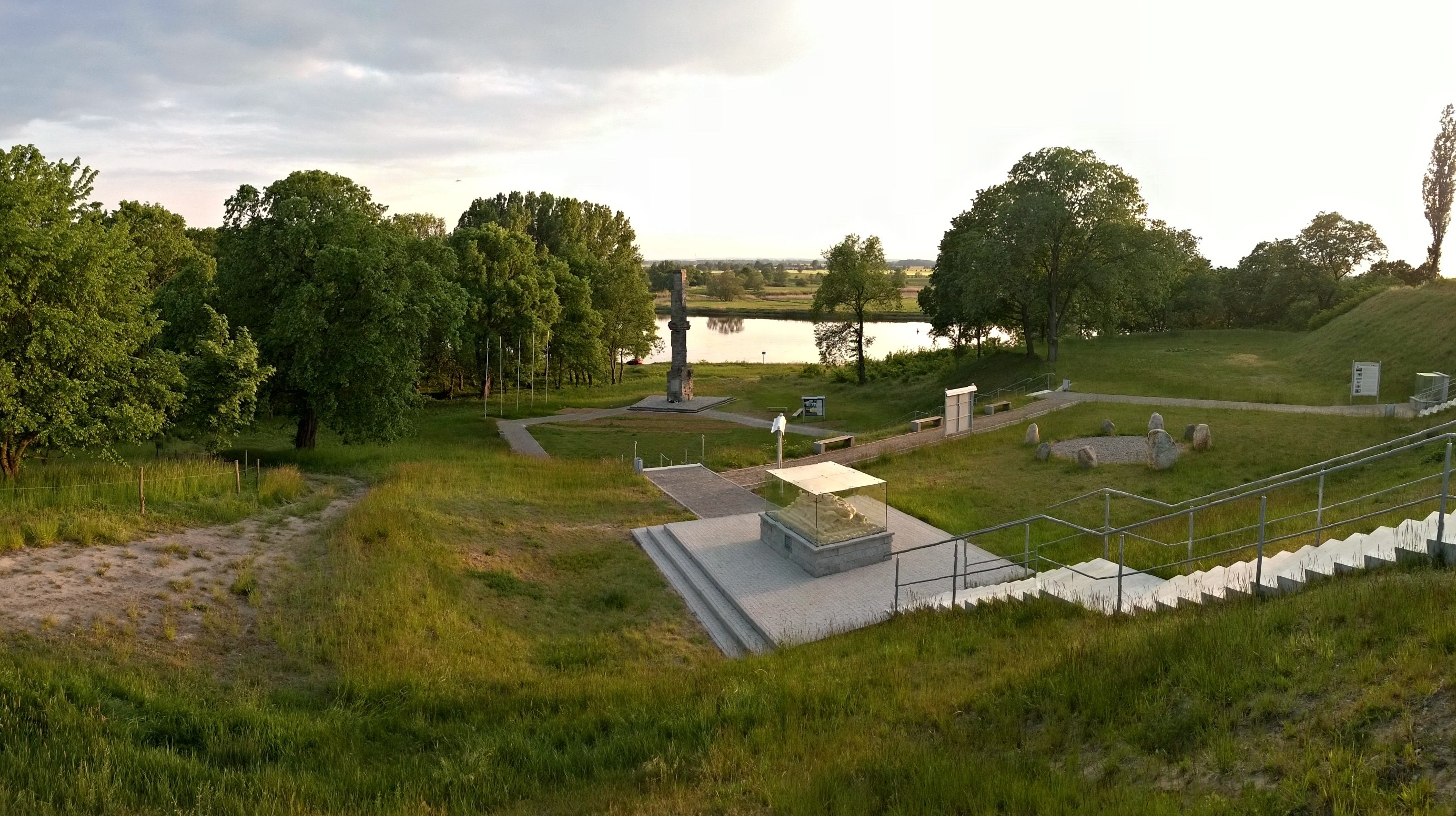
Obelisk Upamiętniający Wkopanie I Polskiego Słupa Granicznego
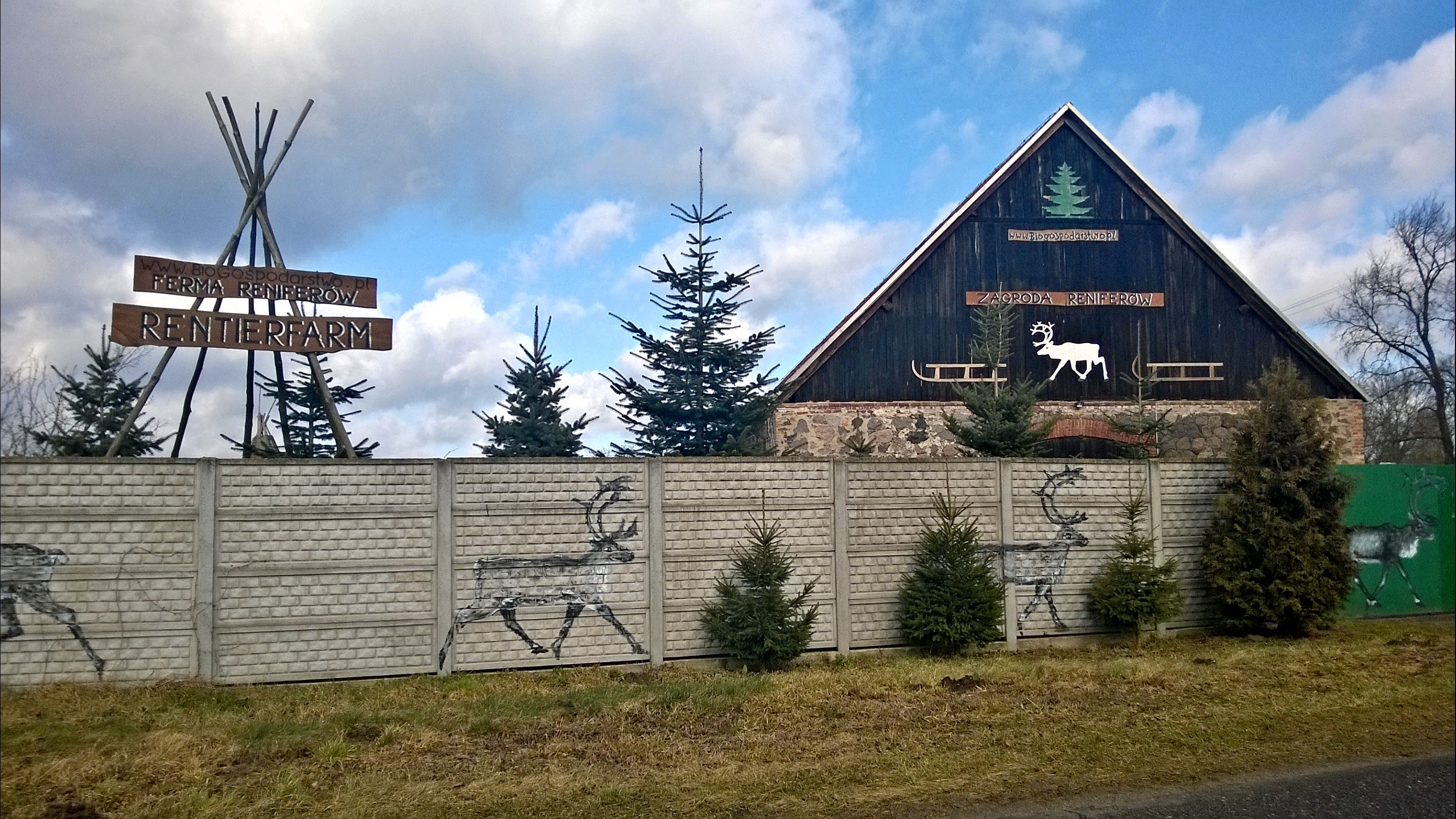
Sobí a dančí farma
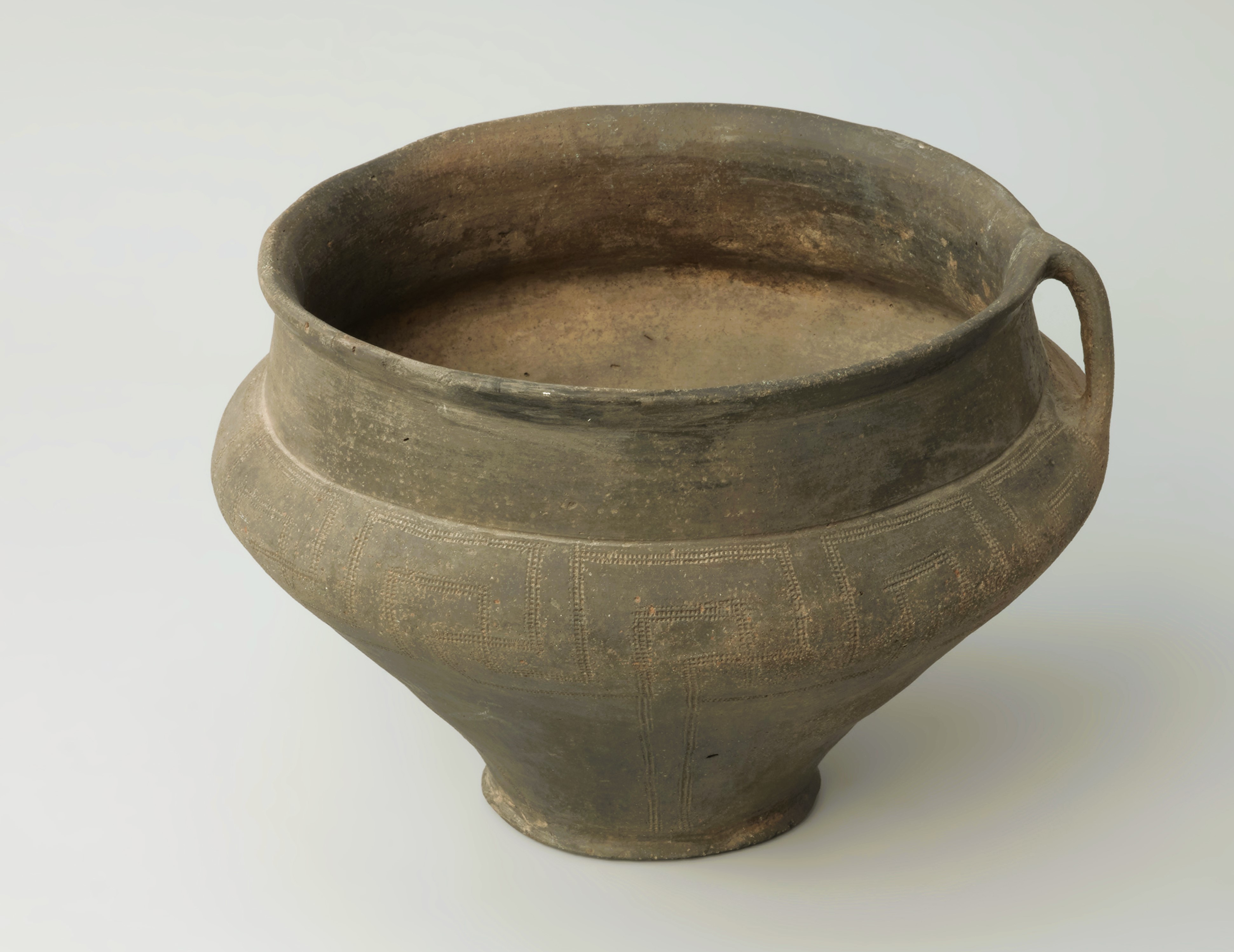
Archeologické nálezy
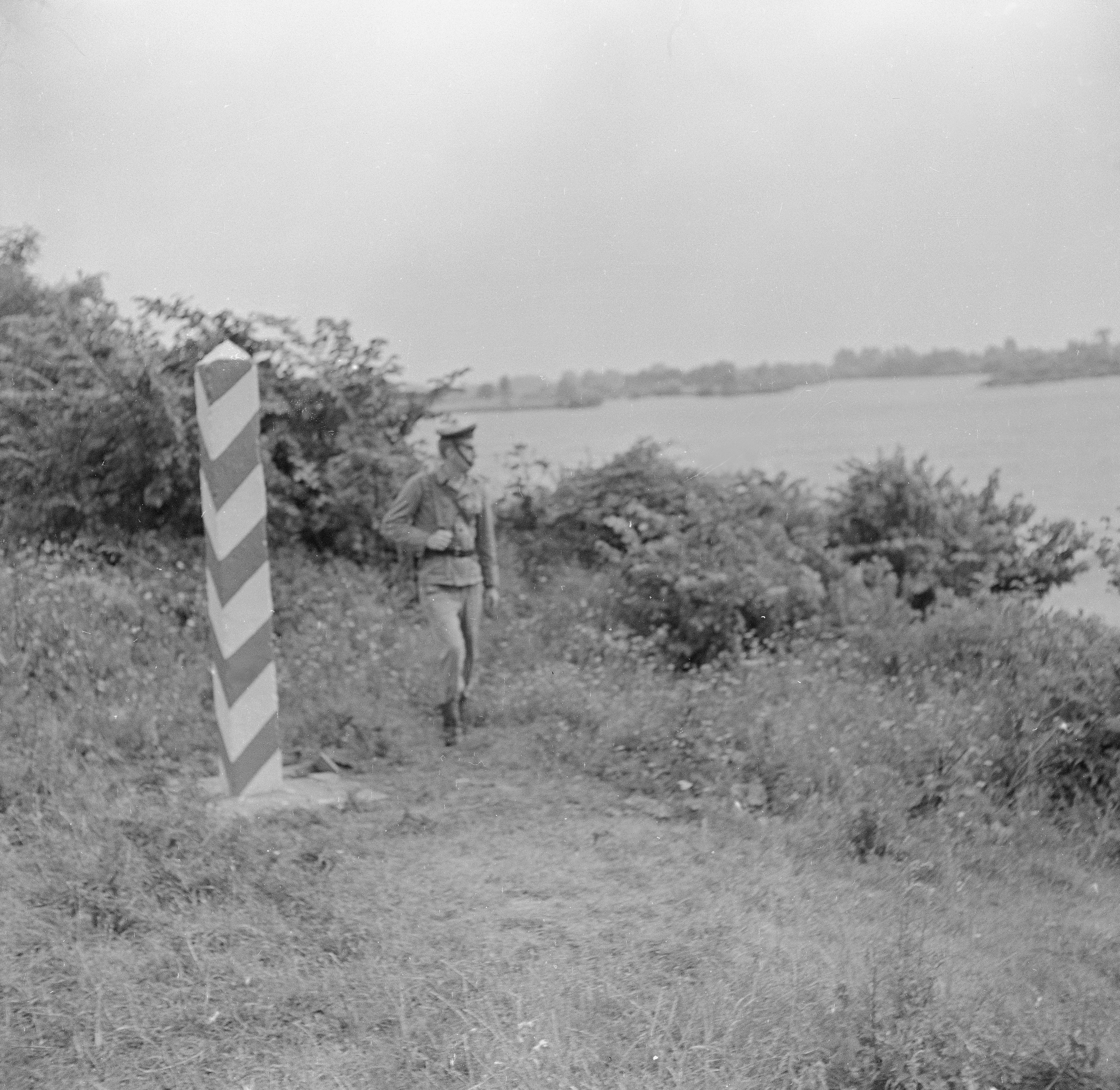
Polští pohraničníci v době socialismu
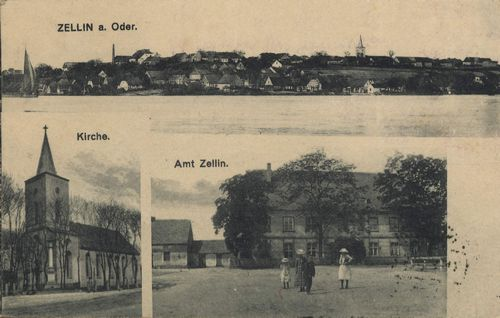
Historická pohlednice